# Ecoinnovación
La ecoinnovación o innovación ecológica es el desarrollo de productos y procesos que contribuyen al desarrollo sustentable, aplicando conocimientos y estrategias comerciales para generar mejoras ecológicas directa e indirectamente. Lo anterior incluye una serie de ideas relacionadas con avances tecnológicos ecológicamente amigables para construir un camino beneficioso hacia la sustentabilidad.

## Orígenes del concepto de ecoinnovación
La idea de ecoinnovación es bastante reciente. Una de las primeras apariciones del concepto en la literatura fue en el libro de Claude Fussler y Peter James. En un artículo subsecuente, Peter James define ecoinnovación como “productos y procesos nuevos que proveen valor al cliente y a la empresa pero disminuyen significativamente el impacto al medio ambiente".

## Conceptos relacionados
La ecoinnovación está estrechamente relacionada con una variedad de conceptos similares. Un sinónimo habitual es el de "innovación ecológica", y es un concepto comúnmente asociado con la tecnología ambiental, la ecoeficiencia, los diseños ecológicos, los diseños sustentables, o la innovación sustentable. Mientras el término "innovación ambiental" se usa en contextos similares a "ecoinnovación", otros términos se emplean habitualmente refiriéndose al diseño del proceso o producto, y por lo tanto, buscan centrarse en los aspectos tecnológicos de la ecoinnovación más que centrarse en los aspectos políticos y sociales.[cita requerida]

## Eco-innovación como un término tecnológico
El uso más común del término “ecoinnovación” se refiere a productos y procesos innovadores que reducen el impacto al medio ambiente. Es comúnmente usado en conjunción con ecoeficiencia y ecodiseño. Los líderes de diversas industrias han desarrollado tecnologías innovadoras con el propósito de encaminarse hacia la sustentabilidad. Sin embargo, estas no son siempre prácticas o reguladas por normas y leyes.

## Ecoinnovación como proceso social
La ecoinnovación es el proceso por el cual el capitalismo responsable se alinea con la innovación ecológica para construir productos que tienen una naturaleza generativa y se pueden reciclar para ser usados en otras industrias.
Shripad Vaidya es una de las figuras reconocidas en la edición número 26 de la famosa publicación estadounidense Who's Who In The World (Quién es quién en el mundo), cómo la primera persona poseedora del récord en el campo de desarrollo de la ecoinnovación.
Para aprovechar las ventajas de la innovación ecológica, las empresas deben identificar los cambios graduales y progresivos que pueden implementar dentro del marco de un enfoque estratégico a largo plazo basado en la sostenibilidad. 
La innovación ecológica aplicada a una empresa puede anticipar factores de riesgo (como la volatilidad de los precios y nuevos requisitos normativos) hasta afrontar tendencias emergentes del sector (como la demanda de los clientes de productos y servicios más respetuosos con el medio ambiente), la innovación ecológica sienta las bases de una empresa más previsora.  
En la actualidad,[¿cuándo?] la flexibilidad para responder al mercado cambiante es una ventaja competitiva importante, especialmente a la hora de atraer a inversores que, cada vez con más frecuencia, tienen en cuenta la sostenibilidad durante la toma de decisiones.  A partir de la innovación ecológica se obtiene sostenibilidad, y las empresas que aplican esta estrategia están muy por delante de la competencia.